# Schlachten von Viminacium
Die Schlachten von Viminacium waren eine Abfolge von drei Schlachten zwischen dem Oströmischen Reich und den Awaren. Die Oströmer konnten entscheidende Siege erringen, anschließend drangen sie bis nach Pannonien vor.
Im Sommer 599 entsandte der oströmische Kaiser Maurikios seine Generäle Priskos und Komentiolos an die Donau-Front. Die Generäle vereinigten ihre Truppen bei Singidunum und marschierten gemeinsam westwärts nach Viminacium. Der awarische Khagan hatte unterdessen erfahren, dass die Oströmer den zuvor geschlossenen Friedensvertrag gebrochen hatten. Er überquerte die Donau bei Viminacium und fiel mit seinen Truppen in Moesia Superior ein, wobei er einen Gutteil seines Heeres unter der Führung von vier seiner Söhne bei der Stadt zurückließ, deren Aufgabe es war, die Oströmer an der Überquerung des Flusses zu hindern. Trotz dieser Garnison gelang es den Römern, den Fluss auf Flößen zu überqueren und auf der linken Flussseite ein Lager aufzuschlagen, während sich die beiden kaiserlichen Generäle noch in der Festungsstadt Viminacium aufhielten, die auf einer Insel im Fluss lag. Dort wurde Komentiolos den Quellen nach entweder krank oder verstümmelte sich selbst, um nicht länger am Feldzug teilnehmen zu müssen. Priskos übernahm jedenfalls das Kommando über beide Armeen.
Obwohl er die Stadt erst nicht ohne Komentiolos verlassen wollte, war Priskos bald gezwungen, im Heerlager am linken Ufer zu erscheinen, da die Awaren es täglich angriffen. Durch eine Ansprache, die laut Theophylakt Simokattes auf Latein gehalten wurde, konnte er den Kampfesmut der Soldaten anstacheln. Es kam zu einer ersten Schlacht, die die Römer nur 300 Mann kostete, während viertausend Awaren starben. In den nächsten zehn Tagen kam es zu zwei weiteren großen Schlachten, in denen die Strategie des Priskos und die Disziplin und Taktiken des oströmischen Heeres sich als überlegen erwiesen. In der ersten der beiden wurden 9000 Awaren und slawische Verbündete erschlagen, in der zweiten sogar 15.000, wovon der Großteil, einschließlich der vier Söhne des Khagan, in einem See ertranken, in den sie von der römischen Schlachtreihe getrieben wurden.
Priskos verfolgte anschließend den fliehenden Khagan und marschierte in das awarische Kerngebiet in Pannonien ein, wo er weitere Schlachten an den Ufern des Flusses Theiß gewann, was den Krieg zu einem siegreichen Ende brachte und für eine längere Zeit die awarische und slawische Bedrohung an der Donau aufhob.